# Stefan Żochowski
Stefan Żochowski (ur. 8 stycznia 1898 w Suwałkach, zm. 6 sierpnia 1920 w Warszawie) – podporucznik pilot Wojska Polskiego II RP.

## Życiorys
Szkołę średnią ukończył w Suwałkach, następnie rozpoczął studia na wydziale prawa. 1 stycznia 1915 został wcielony do armii carskiej. W czasie I wojny światowej służył w piechocie i kawalerii. Po wielu staraniach udało mu się uzyskać przeniesienie do lotnictwa. Przydzielono go do serbskiej eskadry lotniczej, w której był obserwatorem do października 1917.
W końcu października dotarł do Polskiej Armii we Francji i został skierowany do Szkoły Oficerskiej w Camp du Ruchard, którą ukończył we wrześniu 1918 w stopniu „adiutanta”. W międzyczasie ukończył niższą i wyższą szkołę pilotażu i z armią Hallera wrócił do Polski w maju 1919.
W Polsce został przydzielony do 3 eskadry wywiadowczej jako pilot. Brał udział w wielu lotach bojowych na froncie wschodnim. W sierpniu 1920 uczestniczył w obronie Warszawy. 6 sierpnia w czasie startu do kolejnego lotu bojowego samolot Bristol F.2 Fighter z pełnym ładunkiem bomb pilotem Żochowskim i obserwatorem Stefanem Jeznachem spadł z niewielkiej wysokości. Żochowski zginął w czasie upadku, a obserwator Jeznach w kilka minut potem w czasie pożaru samolotu i eksplozji bomb.
Został pochowany go w części wojskowej Cmentarza Powązkowskiego w Warszawie. 11 listopada 1928 został pośmiertnie odznaczony Polową Odznaką Pilota „za loty bojowe nad nieprzyjacielem w czasie wojny 1918-1920”.